# Среднее Алькеево
Сре́днее Альке́ево (тат. Урта Әлки, Китәнче) — село в Алькеевском районе Республики Татарстан, в составе Нижнеалькеевского сельского поселения.

## География
Село находится на правом склоне долины реки Малый Черемшан, в 13 км к юго-востоку от районного центра, села Базарные Матаки. Высота над уровнем моря — 136 м.

### Климат
Климат в селе умеренно-континентальный, Dfb по классификации Кёппена. Средняя температура воздуха — 5,1 °C, среднегодовое количество осадков — 657 мм.

## История
В «Списке населенных мест по сведениям 1859 года», изданном в 1866 году, населённый пункт упомянут как казённая деревня Среднее Алькеево 2-го стана Спасского уезда Казанской губернии. Располагалась при речке Чишме, по левую сторону коммерческого Самарского тракта, в 51 версте от уездного города Спасска и в 10 верстах от становой квартиры в казённой деревне Базарные Матаки. В деревне в 103 дворах жили 650 человек (314 мужчин и 336 женщин). Была мечеть.

## Население
| 1782 | 1859 | 1897 | 1908 | 1920 | 1926 | 1938 | 1949 | 1958 | 1970 | 1979 | 1989 | 2002 | 2010 | 2015 |
| ---- | ---- | ---- | ---- | ---- | ---- | ---- | ---- | ---- | ---- | ---- | ---- | ---- | ---- | ---- |
| 92   | 617  | 1070 | 1032 | 1330 | 827  | 664  | 414  | 363  | 303  | 230  | 189  | 160  | 106  | 87   |

Национальный состав села: татары.

## Инфраструктура
В селе действуют библиотека. В селе 1 улица. Имеется подъезд к автодороге регионального значения Алексеевское — Высокий Колок.